# 마크애니
마크애니(MarkAny Inc.)는 1999년 창립된 대한민국의 IT기업이다.

## 역사
마크애니는 1999년 2월 상명대학교 정보과학과 교수인 최종욱이 대학 연구실원들과 함께 설립하였다. 설립 당시의 상호는 트러스텍이었으며, 2000년 3월 마크애니로 상호를 변경하였다. 2002년 강남구청의 인터넷 민원 발급 시스템에 문서 위변조방지 및 복사방지문자 기술을 공급하였고, 2003년에는 대한민국 국세청과 대한민국 대법원에 증명서 위변조방지 솔루션을 공급하였으며, 이후 200여개소의 국내외 기업 및 기관에도 공급하였다. 2009년에는 미국 유니버셜 뮤직 그룹에 디지털 워터마킹 기술을 공급하였고, 2010년 아랍에미리트의 두바이 대법원 전자공증 시스템에 전자문서 위변조방지 솔루션을 공급하였다. 2013년에는 CCTV 영상 보안 분야에 진출하여 통영시 CCTV 통합관제센터에 영상 열람/반출 관리 솔루션을 공급하였다. 2014년에는 오디오 워터마킹 기술을 대한민국 SBS에 공급하여 지상파 방송에 적용하였다. 2016년에는 스마트폰을 통한 내부정보 유출 방지기술인 MDM 기술을 개발한 공로로 미래창조과학부 장관상을 수상하였다. 2017년에는 UHD 영상에 실시간으로 디지털 워터마킹을 적용하는 기술을 개발하여 미국 NAB 전시회에서 시연하였으며, 클라우드 기반의 DRM 솔루션 공급을 시작하였다.

## 주요 제품
- Document SAFER: 기업용 문서보안 DRM 솔루션
- e-Page SAFER: 인터넷 증명서 발급 위변조방지 보안 솔루션
- Aegis SAFER: MDM 모바일 단말보안 솔루션
- Content SAFER: 콘텐츠 저작권 관리용 DRM 솔루션
- Content SAFER for CCTV: CCTV 통합관제센터 영상반출 보안 솔루션
- MarkAny Smart EYE: 인공지능 기반 지능형 선별관제 솔루션
- Content TRACKER: 멀티미디어 콘텐츠용 디지털 워터마킹 솔루션
- AnyBlock: 기업용 블록체인